# Repenomamus
Repenomamus var ett släkte av utdöda däggdjur som levde under kritaperioden för cirka 130 miljoner år sedan vid sida av dinosaurierna. Hittills är fossil av två arter kända.
Repenomamus robustus var med svans cirka 60 centimeter lång och ungefärligen 4 till 6 kilo tung. Till storleken liknar den en katt. Repenomamus giganticus hade samma storlek som en hund. Den var ungefär 90 centimeter lång och dess vikt låg vid runt 14 kilo. De var större än något annat funnet däggdjur som levde under denna tidsperiod.
Repenomamus var en köttätare som på grund av sin vikt behövde äta relativt stora djur som Hyphalosaurus och även unga dinosaurier som Psittacosaurusungar.                   
Ett fossil av repenomamus robustus fanns tillsammans med lämningar av en 13 centimeter lång så kallad papegjodinosaurie, den senare har troligtvis blivit uppäten av det primitiva däggdjuret.